# Haloptilus acutifrons
Haloptilus acutifrons är en kräftdjursart som först beskrevs av Giesbrecht 1892.  Haloptilus acutifrons ingår i släktet Haloptilus och familjen Augaptilidae. Inga underarter finns listade i Catalogue of Life.